# Dalni (Rassvet)
|  | Per a altres significats, vegeu «Dalni». |

Dalni - Дальний (rus) és un possiólok del krai de Krasnodar, a Rússia. Es troba a les terres baixes de Kuban-Azov, a 19 km al sud de Staromínskaia i a 146 km al nord de Krasnodar, la capital del territori.
Pertany al possiólok de Rassvet.